# Tuca Blanca de Pomèro
El Tuca Blanca de Pomèro és una muntanya de 2.697 metres que es troba entre els municipis de Vielha e Mijaran, a la comarca de la Vall d'Aran i l'Aragó.